# Платов, Олег
Олег Платов (род. 8 апреля 1983 года, Днепропетровск) — украинский боксёр-профессионал выступавший в тяжёлой весовой категории.
В профессионалах дебютировал в мае 2001 года в Бельгии где нокаутировал Жака Брета.
Своих 20 первых боёв провёл в Бельгии. Все кроме одного выиграл (16 нокаутом). Проиграл только Людвику Мэйсу 25 декабря 2002 года. Шесть месяцев позже отомстил в третьем раунде.
4 декабря 2004 года, после успешного боя с Игорем Шукалой, получил пояс чемпиона мира среди юниоров по версии WBC.
4 ноября 2006 года выиграл по решению судей, интерконтинентальный пояс чемпиона по версии IBF в бою с Генри Акинванде.
Олег закончил свою боксёрскую карьеру в 2012 году.

## Спортивные достижения

### Профессиональные региональные
- 2004  Чемпиона мира среди юниоров по версии WBC.
- 2006—2007  Интерконтинентальный чемпион по версии IBF.